# Schkuhria virgata
Schkuhria virgata là một loài thực vật có hoa trong họ Cúc. Loài này được (La Llave) DC. miêu tả khoa học đầu tiên năm 1836.